# Colin Platt
Colin Peter Sherard Platt (* 11. November 1934 in Guangdong; † 23. Juli 2015) war ein britischer Mittelalterhistoriker.

## Leben
Colin Platt wurde 1934 in Guangdong als Sohn des Shell-Mitarbeiters Jimmy Platt und dessen Frau Hope geboren und hatte einen Zwillingsbruder, Christopher. Die beiden besuchten die Collyer’s Grammar School in Horsham. Nach ihrem national service studierten sie Geschichte am Balliol College der University of Oxford und machten dort ihren Abschluss.
1960 trat Colin Platt eine Stelle als research assistant an der Leeds University an. 1969 promovierte er mit der Dissertation The Monastic Grange in Medieval England zum Ph.D. 1964 wurde er am History Department der Universität tätig. Hier verbrachte er seine weitere akademische Karriere. 1983 erfolgte seine Berufung zum Professor.
Sein Buch The Architecture of Medieval Britain: A Social History gewann 1991 den Wolfson History Prize.
Platt war zweimal verheiratet. Aus der ersten, geschiedenen Ehe hatte er zwei Söhne und zwei Töchter. 1996 heiratete er die Kunsthistorikerin Claire Donovan, welche zwei Söhne mit in die Ehe brachte.

## Veröffentlichungen (Auswahl)
- Excavations in Medieval Southampton (1975)
- The English Medieval Town (1976)
- Medieval England: A Social History and Archaeology from the Conquest to 1600 (1978)
- The Parish Churches of Medieval England (1981)
- The Architecture of Medieval Britain: A Social History (1990)
- The Great Rebuildings of Tudor and Stuart England: Revolutions in Architectural Taste (1994)
- King Death: The Black Death and Its Aftermath in Late Medieval England (1996)
- Marks of Opulence: The Why, When and Where of Western Art 1000-1914 (2004)
- A Concise History of Jersey (2009)